# Greifenhagen
Greifenhagen este o comună din landul Saxonia-Anhalt, Germania.